# 蒙巴雷
蒙巴雷（法語：Montbarrey，法語發音：[mɔ̃baʁɛ]）是法国汝拉省的一个市镇，属于多勒区。

## 地理
蒙巴雷（47°1'11"N, 5°38'28"E）面积9.7 平方千米，位于法国勃艮第-弗朗什-孔泰大區汝拉省，该省份为法国东部内陆省份，北起上索恩省，西北接科多尔省，西临索恩-卢瓦尔省，南至安省，东与杜省和瑞士接壤。
与蒙巴雷接壤的市镇（或旧市镇、城区）包括：拉维埃耶卢瓦、贝尔蒙、蒙苏沃德雷、乌南、桑唐、沃德雷。

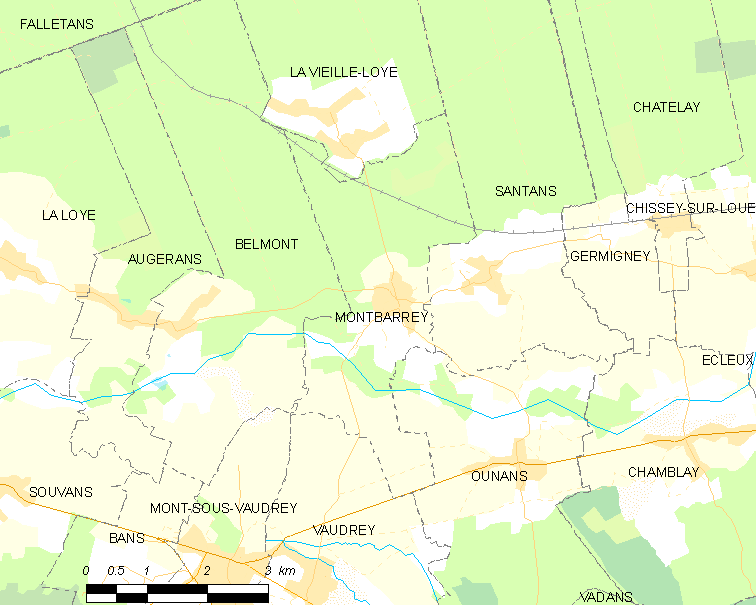
蒙巴雷的OSM定位图

蒙巴雷的时区为UTC+01:00、UTC+02:00（夏令时）。

## 行政
蒙巴雷的邮政编码为39380，INSEE市镇编码为39350。

## 政治
蒙巴雷所属的省级选区为蒙苏沃德雷县。

## 人口

1962-2008年间蒙巴雷人口变化图示

蒙巴雷于2022年1月1日时的人口数量为306人。